# جان آمبروز
جان آمبروز (انگلیسی: Jean Ambrose؛ زادهٔ ۲۷ سپتامبر ۱۹۹۳) بازیکن فوتبال اهل فرانسه است.
از باشگاه‌هایی که در آن بازی کرده‌است می‌توان به باشگاه فوتبال بوردو اشاره کرد.
وی همچنین در تیم ملی فوتبال هائیتی بازی کرده‌است.